# Antonio Selva
Antonio Selva (né en 1824 – mort en septembre 1889) est un chanteur d'opéra basse italien dont la carrière, internationale, s'étend des années 1840 aux années 1870. Il est particulièrement associé aux œuvres de Giuseppe Verdi.

## Biographie
Né sous le nom d'Antonio Scremin à Padoue, Selva est le frère de l'acteur Giambattista Scremin. Il suit d'abord une formation de facteur d'orgue avec Angelo Agostini. Le père d'Angelo, le professeur de chant Lorenzo Agostini, découvre la voix d'Angelo et commence à l'entraîner pour une carrière d'opéra.
Adolescent, il fait également partie du chœur de La Fenice. Il fait ses débuts professionnels en 1842 dans l'un des plus petits théâtres de sa ville dans le rôle de Zaccaria dans Nabucco de Giuseppe Verdi. À 19 ans, il est choisi par Verdi pour interpréter Don Ruy Gomez de Silva lors de la création mondiale d’Ernani à La Fenice le 9 mars 1844, à la dernière minute pour remplacer un chanteur en difficulté.
Selva est rapidement invité à chanter dans les plus grands opéras d'Italie : La Scala, le Teatro Comunale di Bologna, le Teatro di San Carlo de Naples, le Teatro San Samuele de Venise ou le Teatro Valle de Rome. En 1849 il crée le rôle du Comte Walter lors de la création mondiale de Luisa Miller de Verdi à Naples.
Il chante également au Théâtre italien de Paris à Paris de 1865 à 1867 et est entendu au Teatro Real de Madrid en 1852 et 1853 et entre 1864 et 1874.
Durant sa carrière il joue entre autres Balthazar dans La favorite de Gaetano Donizetti, Banquo et plusieurs rôles comprimario dans Macbeth de Verdi, Briano dans Aroldo de Verdi, Mosei dans I masnadieri de Verdi et le rôle-titre dans Attila de Verdi.
Après avoir pris sa retraite de la scène au milieu des années 1870, Selva enseigne le chant dans sa ville natale. Il meurt à Padoue en 1889 à l'âge de 65 ans.

## Source
- (en) Cet article est partiellement ou en totalité issu de l’article de Wikipédia en anglais intitulé « Antonio Selva » (voir la liste des auteurs).